# عصام حمد سالم
عصام حمد سالم (انگلیسی: Essam Hamad Salem؛ زادهٔ) یک ورزشکار است.
از باشگاه‌هایی که در آن بازی کرده‌است می‌توان به الزورا، الکرخ، و تیم ملی فوتبال عراق اشاره کرد.
وی همچنین در تیم ملی فوتبال تیم ملی فوتبال عراق بازی کرده است.